# Sungai Golok
Sungai Golok is de hoofdplaats van het gelijknamige district Amphoe Sungai Golok in de provincie Narathiwat in het zuiden van Thailand. De plaats ligt aan de grens met Maleisië. Sungai Golok is een Maleise naam en is vernoemd naar de rivier de Golok die Thailand scheidt van Maleisië. De borden in de plaats zijn tweetalig, Thais en Maleis. De bevolking spreekt beide talen en zowel de Thaise baht als de Maleisische Ringgit worden geaccepteerd als betaalmiddel. 
De economie van Sungai Golok rust voor een groot deel op de grenshandel en het toerisme. Maleisiërs die niet helemaal naar de plaats Hat Yai willen gaan doen hier hun inkopen. Er zijn veel bordelen, bars, lounges en massagehuizen die de wensen van de Maleisische man bedienen. De plaats is ook populair bij expatriates in Bangkok vanwege de grensovergang om een visum run te doen. Er zijn een aantal markten die lokale producten zoals batikkleding verkopen.

## Vervoer
Het openbaar vervoer tussen Sungai Golok en de rest van Thailand en ook Maleisië wordt verzorgd door een trein- en een busverbinding. 

### Trein
De treinverbinding loopt van de stad Hat Yai (Hat Yai-Sungai Goloklijn) naar Sungai Golok zelf. Vanaf Sungai Golok ging het spoor vroeger verder met een brug over de rivier om bij Rantau Panjang aan te sluiten op het net van de Maleisische spoorwegen. Deze verbinding is echter in 1978 stopgezet.

### Bus
Er gaan ook bussen vanuit de lokale busterminal (letterlijk uitgesproken: Baw kaw saw) naar ander plaatsen in zuidelijk Thailand en Bangkok.